# USS Essex (1856)
USS Essex, początkowo New Era – amerykańska rzeczna kanonierka pancerna floty Unii z okresu wojny secesyjnej, powstała z przebudowy statku cywilnego. W służbie od 1861 roku, walczyła na rzece Missisipi i jej dopływach od początku kampanii na tej rzece do końca wojny, po której została wycofana ze służby. Nazwę tę, pochodzącą od miejscowości i hrabstwa w stanie Massachusetts, nosiły także inne okręty.

## Budowa i początkowe przebudowy
„Essex” był jednym z pierwszych okrętów rzecznych Unii zbudowanych na potrzeby walk na Missisipi. Powstał z przebudowy drewnianego promu rzecznego „New Era”, zbudowanego dla Wiggins Ferry Company z Saint Louis w 1856 roku przez Page & Bacon z New Albany (Indiana) i zakupionego przez Departament Wojny Stanów Zjednoczonych 20 września 1861 roku w celu przeróbki na okręt. Napędzany był centralnym kołem łopatkowym umieszczonym w tylnej części nadbudówki i jako prom miał odkrytą przestrzeń ładunkową przed i po bokach nadbudówki, a także za kołem łopatkowym, co sprzyjało łatwemu ustawieniu tam dział. Koło łopatkowe było napędzane przez dwie poziome maszyny parowe. Jego wymiary początkowo wynosiły 159 x 47 stóp (48,5 m długości i 14,3 m szerokości). Okręt miał wyporność 355 ton.
Początkowo okręt został przebudowany na kanonierkę typu timberclad, z nachylonymi osłonami z grubej warstwy drewna zbudowanymi dookoła pokładu, grubości przynajmniej 30 cm, o wysokości dochodzącej do 2 m w miejscach pomiędzy dziewięcioma strzelnicami dział. Pokłady: dziobowy i rufowy, z ustawionymi na nich działami, były odkryte od góry. Po bokach osłony były wyższe i łączyły się pod kątem z nadbudówką, której górne piętro, z kabinami, pozostawało niechronione. Uzbrojenie początkowo stanowiły trzy gładkolufowe 9-calowe działa Dahlgrena (kalibru 229 mm). 15 października 1861 roku wszedł do służby pod niezmienioną nazwą „New Era”.
Wkrótce, w grudniu 1861 roku przebudowano okręt na kanonierkę częściowo opancerzoną, w zakładach Jamesa B. Eadsa w Carondelet (obecnie część Saint Louis), budujących w tym samym czasie serię kanonierek pancernych typu „City”. Dziobową i rufową baterię dział nakryto pokładem, łączącym się z górnymi brzegami drewnianych osłon. Powstałą w ten sposób dziobową kazamatę pokryto płytami żelaznymi, chociaż najwyraźniej nie do pełnej wysokości; być może płytami grubości 3/4 cala (19 mm) pokryto też boki. Kabiny na górze w dalszym ciągu nie były chronione. Zmieniono przy tym nazwę okrętu na ostateczną „Essex”. Po uszkodzeniu w bitwie o Fort Henry w lutym 1862 roku, kiedy pocisk przebił przednią kazamatę ponad pancerzem, „Essex” został po raz trzeci przebudowany, tym razem gruntownie, z inicjatywy dowódcy Williama Portera.

## Ostateczna przebudowa

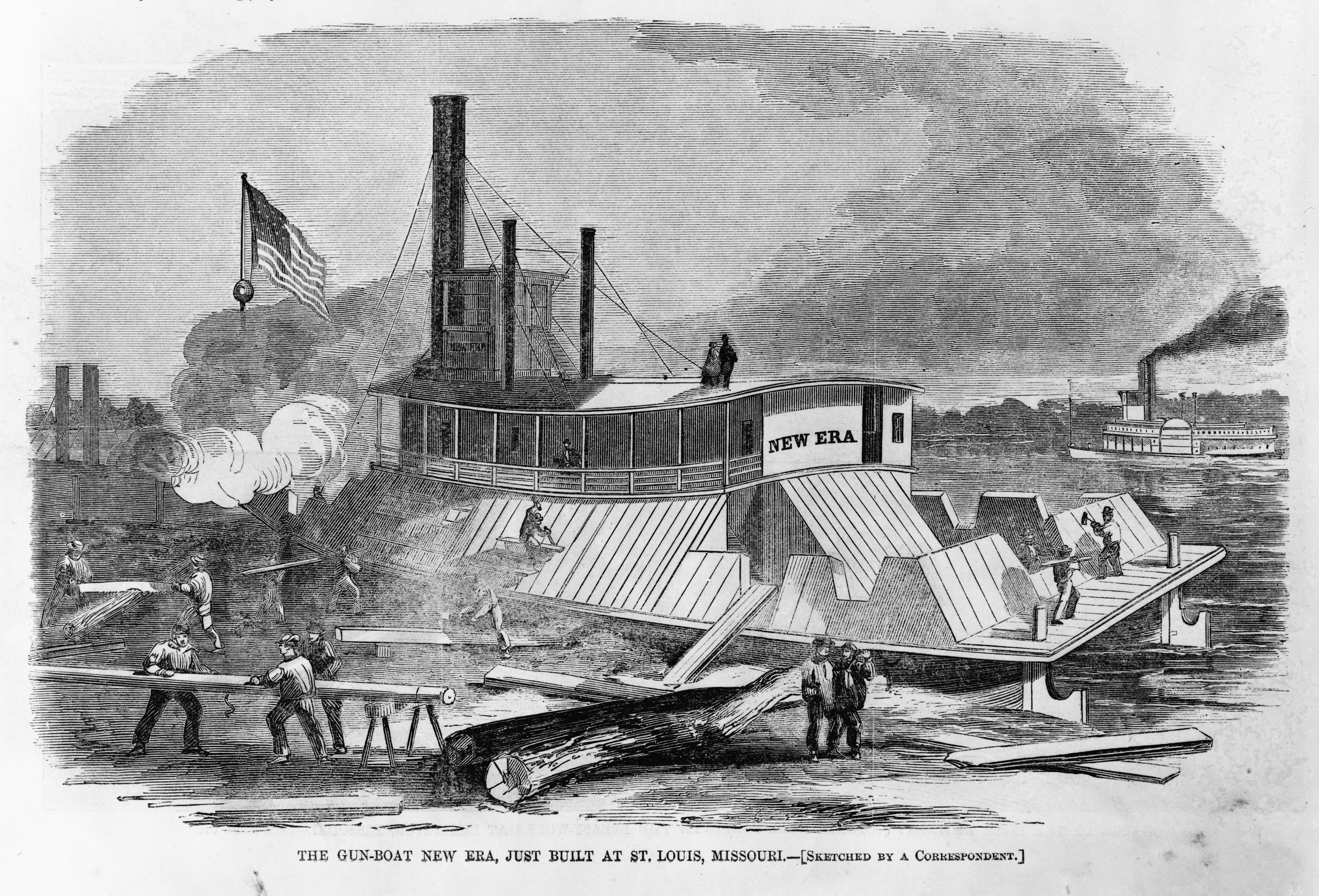
USS „New Era” od rufy, podczas pierwszej przebudowy na kanonierkę timberclad z odkrytymi pokładami działowymi

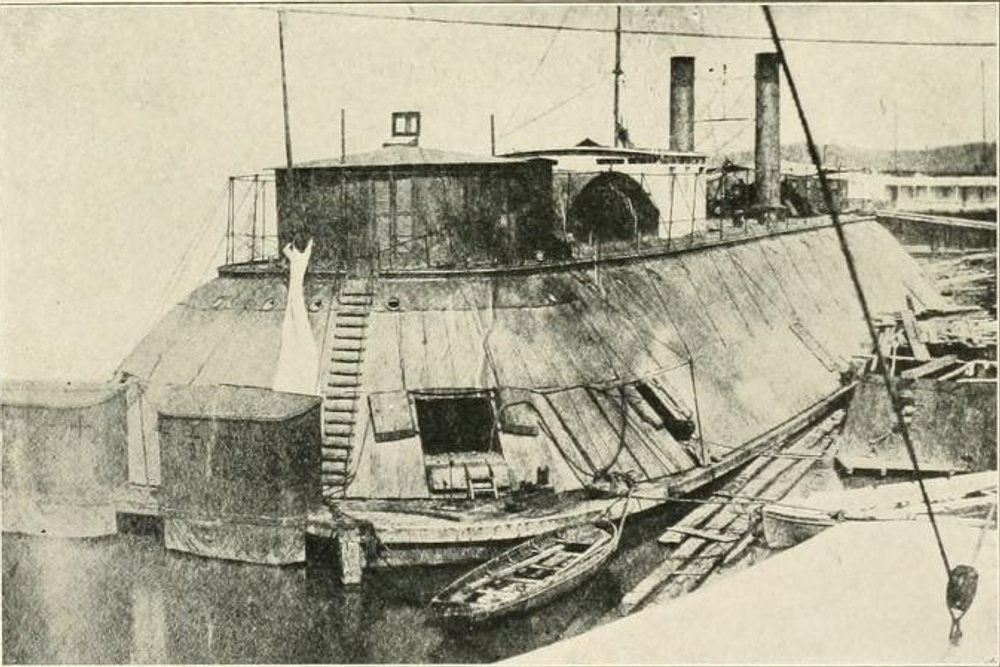
USS „Essex” w ostatecznej postaci, od strony rufy

Podczas ostatecznej przebudowy między lutym a czerwcem 1862 roku, cała część nadwodna została nakryta kazamatą o pochyłych ścianach, podobną do kanonierek rzecznych typu City. Kazamata „Essexa” była jednak unikalna spośród amerykańskich okrętów rzecznych przez to, że obejmowała dwie kondygnacje i miała wysokość ponad 17 stóp (5,2 m). Dolne piętro stanowił pokład bateryjny, z ustawionymi na nim działami, a na górnym były kwatery oficerów i magazyny. Z przodu osłonę stanowiło 76 cm drewna (30 cali), pokryte 45 mm (1¾-calowymi) płytami żelaznymi. Ściany kazamaty były wykonane z 40 cm drewna (16 cali) drewna, pokrytego 19 mm żelaza (¾ cala). Między warstwą drewna a żelaza była 25-milimetrowa (1-calowa) warstwa gumy, mająca w założeniu amortyzować uderzenia. Sterówka była nakryta charakterystyczną dla tego okrętu żelazną kopułą grubości 45 mm (1¾ cala). Cytowane dane pochodzą z najbardziej szczegółowego źródła, lecz w publikacjach spotykane są także inne dane odnośnie do opancerzenia (np. z płyt żelaznych grubości 25–76 mm) lub rozmiarów okrętu, czemu sprzyjał brak oficjalnych planów i kolejne przebudowy jednostki.
Podczas ostatniej modernizacji wzmocniono także dziób, wypełniając go drewnem w celu przystosowania do taranowania. Znacząco zwiększyły się wymiary okrętu, do 62,5 m długości i 18,3 m szerokości (205 na 60 stóp) oraz ponaddwukrotnie wzrosła jego wyporność – do 1000 ton. Na skutek większej wyporności, główny pokład (wewnątrz kazamaty) znajdował się zaledwie 7 cm nad poziomem wody. Poszerzone boki kadłuba ochraniały w pewnym stopniu przed taranowaniem (według relacji dowódcy, boczne „sponsony” w tym celu istniały jednak już w czasie walk w lutym 1862 roku). Zamontowano także mocniejsze kotły i maszyny parowe i być może większe koło łopatkowe, co sugeruje jego osłona wystająca ponad wysoką kazamatę; ponadto zmieniono pozycję kotłów, co było widoczne po dwóch nowych wysokich kominach obok siebie, w przedniej części okrętu. Według niektórych źródeł, okręt miał cztery kotły i maszyny o średnicy cylindrów 23 cali (58 cm). Na kominach przebudowany „Essex” nosił z przodu litery identyfikacyjne „S” i „X”. Przebudowa kosztowała ponad 50 tysięcy dolarów.
Uzbrojenie składało się z dział ustawionych w kazamacie i strzelających przez wycięte w niej strzelnice. Jego skład zmieniał się z czasem. We wrześniu 1862 roku uzbrojenie składało się z 8 dział: dwóch armat gwintowanych 50-funtowych, działa 32-funtowego, działa 24-funtowego, jednego 10-calowego działa Dahlgrena (254 mm) i trzech dział 9-calowych Dahlgrena (229 mm). W 1864 roku okręt przenosił wyjątkowo ciężkie uzbrojenie składające się z dwóch 100-funtowych dział gwintowanych Parrota i sześciu dział 9-calowych Dahlgrena.
W przedniej ścianie kazamaty były strzelnice dla trzech dział, a w zaokrąglonej tylnej części jedno działo mogło strzelać przez trzy strzelnice, na różne strony. Pozostałe działa były w strzelnicach burtowych. W publikacjach spotyka się również inne dane odnośnie do uzbrojenia.

## Służba
„Essex” był intensywnie używany podczas całej kampanii na Missisipi, odnosząc kilkakrotnie uszkodzenia. Jego pierwszym i najbardziej znanym dowódcą, do września 1862 roku, był kmdr por. (Commander) William Porter „Wild Bill” (brat admirała Davida Portera). Okręt wszedł w skład Zachodniej Flotylli Kanonierek, należącej początkowo do Armii USA (wojsk lądowych – wobec czego nie przysługiwał mu jeszcze prefiks USS). Jeszcze jako „New Era” działał w październiku na Missisipi i jej dopływie Ohio, a od 30 października do połowy listopada 1861 roku brał udział w ekspedycji na opanowaną przez konfederatów rzekę Cumberland (dopływ Ohio).
Już jako „Essex”, po częściowym opancerzeniu, wziął udział w krótkich potyczkach z konfederackimi kanonierkami 7 i 11 stycznia 1862 roku na Missisipi koło Lucas Bend w stanie Missouri, wraz z kanonierką pancerną „St. Louis”. 6 lutego 1862 roku wziął udział w ataku na Fort Henry nad rzeką Tennessee, otwierającym działania Unii na pełną skalę w zlewisku Missisipi. Został jednak podczas tej akcji poważnie uszkodzony, gdyż po przebiciu przedniej kazamaty, trafiony został środkowy kocioł i w efekcie wybuchu zginęło dwóch członków załogi w sterówce nad pokładem bateryjnym, a 29 zostało poparzonych (według innych źródeł, było 11 zabitych i 23 rannych, w tym Porter).
Po remoncie i ostatecznej przebudowie „Essex” uczestniczył w walkach pod Vicksburgiem, będącym centralnym punktem oporu konfederatów na rzece. 13 lipca 1862 roku brał udział w próbie ataku na Vicksburg. 22 lipca 1862 roku przeszedł z taranowcem „Queen of the West” koło baterii Vicksburga, podejmując próbę zniszczenia stojącego tam okrętu pancernego CSS „Arkansas”. „Essex”, próbując staranować „Arkansas”, wszedł na mieliznę, lecz zdołał ostatecznie odpłynąć w dół rzeki. Połączył się dzięki temu z eskadrą Marynarki Unii za Vicksburgiem. Ponownie uczestniczył w akcji przeciw „Arkansas” pod Baton Rouge 5 sierpnia 1862 roku, zakończonej awarią maszyn okrętu pancernego konfederatów i jego samozatopieniem przez załogę.
We wrześniu 1862 roku „Essex” przeszedł remont w Nowym Orleanie. W tym czasie, 1 października Zachodnia Flotylla została włączona w skład  Marynarki USA jako Eskadra Missisipi.
Od 8 maja do 8 lipca 1863 roku USS „Essex” brał udział w oblężeniu Port Hudson nad Missisipi w stanie Luizjana, zakończonego kapitulacją konfederatów. 9 lipca „Essex” został uszkodzony w walce pod Donaldsonville. Mimo to, pełnił służbę patrolową na rzece do początku 1864 roku.
USS „Essex” wziął następnie udział w początkowej fazie ekspedycji na Red River, wpływając tam z siłami floty 6 marca 1864 roku i uczestnicząc w zdobyciu Fort de Russy 15-16 marca. Jednakże, z powodu zbyt dużego zanurzenia, nie brał udziału w dalszej części ekspedycji i 17 kwietnia zawrócił do Vicksburga (ekspedycja pozostałych sił prawie że zakończyła się utratą okrętów na płyciznach Red River). 4 maja 1864 roku „Essex” przebazował do Memphis, gdzie pozostał jako jednostka strażnicza do końca wojny. 27 kwietnia 1865 roku łodzie „Essexa” pomagały uratować 60 rozbitków ze statku „Sultana”, zniszczonego w wybuchu kotła.
„Essex” został wycofany ze służby po wojnie 20 lipca 1865 roku w Mound City, po czym został sprzedany 29 listopada tego roku za 4000 dolarów.

### Dowódcy
| Imię i nazwisko                                         | od               | do            | uwagi          |
| kmdr por. William Porter „Wild Bill”                    | grudzień 1861    | wrzesień 1862 |                |
| kmdr por. Charles Caswell                               | wrzesień 1862    | lipiec 1863   |                |
| kmdr por. Robert Townsend                               | sierpień 1863    | wrzesień 1864 |                |
| kmdr por. Andrew Bryson                                 | październik 1864 |               | do końca wojny |
| Oryginalne nazwy stopni: Commander (komandor porucznik) |                  |               |                |